# Музей (фільм, 2018)
«Музей» (ісп. «Museo») — мексиканська кримінальна драма 2018 року, повнометражний режисерський дебют Алонсо Руїспаласіоша за участю Гаеля Гарсія Берналя у головній ролі. Фільм було відібрано для участі в конкурсній програмі 68-го Берлінського міжнародного кінофестивалю, де 22 лютого 2018 відбулася його світова прем'єра.

## Сюжет
Вічні студенти Хуан і Бенджамін планують зухвалий маневр. Вони мають намір вдертися до Національного музею антропології в Мехіко та вкрасти там дорогоцінні артефакти мая, міштеків і сапотеків, зокрема, похоронні маски короля Пакаля. У той час, як їхні сім'ї святкують Різдво, вони беруться до справи, як пара досвідчених злочинців. Все йде гладко, і зі своїми спортивними сумками набитими скарбами, крадії повертаються додому, щоб побачити в новинах, як їхній вчинок описують як напад на весь народ. Тільки тепер вони розуміють всю серйозність свого діяння. З нудотним відчуттям, Хуан і Бенджамін намагаються перемістити свою здобич в інше місце. …І починається дорожній фільм — від вражаючих руїн мая Паленке до чарівного приморського курорту Акапулько. Проте, навіть коли Хуан і Бенджамін за кермом, їхнє починання вже давно вийшло з-під контролю.

## У ролях
| • Гаель Гарсія Берналь | … | Хуан Нуньєс       |
| • Леонардо Ортізгріс   | … | Бенджамін Вільсон |
| • Лінн Гілмартін       | … | Джемма            |
| • Альфредо Кастро      | … | доктор Нуньєс     |
| • Саймон Рассел Біль   | … | Френк Грейвс      |
| • Бернардо Веласко     | … | Боско             |
| • Летиція Бредіче      | … | Шерезада          |
| • Ільзе Салас          | … | Сільвія           |
| • Ліза Овен            | … | пані Нуньєс       |
| • Бернардо Веласко     | … | Боско             |

## Знімальна група
- Автори сценарію — Мануель Алкала, Алонсо Руїспаласіош
- Режисер-постановник — Алонсо Руїспаласіош
- Продюсери — Герардо Гатіка, Альберто Мюфельманн, Руміро Руїс, Мануель Алкала
- Виконавчі продюсери — Мойсес Косіо, Гаель Гарсія Берналь, Анант Сінгх, Браян Кокс, Роберт Лентос
- Оператор — Даміан Гарсія
- Композитор — Томас Баррейро
- Монтаж — Їбран Асуад
- Художник-постановник — Сандра Кабріада
- Художник з костюмів — Малена Де ла Ріва
- Підбір акторів — Бернардо Веласко
- Звук — Ізабель Муньйос Кота

## Нагороди та номінації
| Список нагород та номінацій           | Список нагород та номінацій | Список нагород та номінацій             | Список нагород та номінацій | Список нагород та номінацій | Список нагород та номінацій |
| Кінофестиваль/Кінопремія              | Рік                         | Категорія                               | Номінант(и)                 | Результат                   | Дж                          |
| ------------------------------------- | --------------------------- | --------------------------------------- | --------------------------- | --------------------------- | --------------------------- |
| Берлінський міжнародний кінофестиваль | 2018                        | Золотий ведмідь                         | Музей                       | Номінація                   |                             |
| Берлінський міжнародний кінофестиваль | 2018                        | «Срібний ведмідь» за найкращий сценарій | Алонсо Руїспаласіош         | Перемога                    | [ 4 ] [ 5 ]                 |

## Додаткові дані про фільм
Сюжет фільму заснований на реальних подіях, що відбулися 1985 року. У той час спочатку вважали, що пограбування музею було справою рук професійних злочинців.